# Neptune (groupe)
Pour les articles homonymes, voir Neptune.
Neptune est un groupe de noise rock américain, originaire de Boston, dans le Massachusetts. Ils ont construit tous leurs instruments à partir d'amas de ferrailles récupérés.

## Biographie
Les origines de Neptune sont retracées en 1994 lorsque le musicien Jason Sanford créera la batterie et les guitares du groupe à l'aide d'objets trouvés et d'amas de ferrailles récupérés. 
En 2007, il enregistrent l'album Gong Lake qu'ils publient en février 2008 au label Table of the Elements, qui verra passer Tony Conrad, Rhys Chatham et Faust. Gong Lake est enregistré aux studios Machines With Magnets, à Pawtucket, et noté par la presse spécialisée,,.
Neptune jouera avec des groupes comme The Ex, Mission of Burma, Ut, Oneida, Lightning Bolt, The Flaming Lips, Blonde Redhead, Melt-Banana, Charles Hayward, Liars, Black Dice, James Chance and the Contortions, Gang Gang Dance, The Dresden Dolls, Six Finger Satellite, et Wolf Eyes. En 2011, la formation comprend Sanford et leur collaborateur de toujours Mark Pearson, ainsi que Kevin Micka et Farhad Ebrahimi.

## Membres
- Jason Sanford - guitares, guitare bariton, percussions, chant, piano électrique
- Mark Pearson - guitares etc.
- Kevin Micka – batterie, chant

## Discographie
- 1998 : Knife Fight (EP 7" autoproduit)
- 1999 : Swang!/Poodle Walk (7" single ; Anti-Social Records)
- 1999 : Studio Recordings, May MCMXCVII (Archenemy Records)
- 2000 : Your Company/Productivity is a Science (single 7") (Heliotrope Records)
- 2001 : Basement Recordings (EP ; Mister Records)
- 2002 : At the Pink Pony/A Car Is a Weapon (single live 7") (Mister Records)
- 2002 : The Ballet of Process (Mister/100% Breakfast Records)
- 2004 : Intimate Lightning (Mister/100% Breakfast Records)
- 2005 : Green Cassette, 5 chansons C30 Cassette. (Wrong Whole Records)
- 2005 : 3" CDR, 5 song CDR. (Magnetism Crafts, 2005)
- 2005 : Mice and Worms, 6 chansons 12" LP. (Magnetism Crafts/autoproduit)
- 2005 : White Cassette, 4 chansons C20 Cassette. (Magnetism Crafts)
- 2006 : 3" Collage CDR, 2 chansons. (Magnetism Crafts/autoproduit)
- 2006 : Patterns (autoproduit) (US)/Fortissimo (UK)/Les Potagers natures (France))
- 2006 : Red Cassette (6 improvisations, C30 cassette) (Magnetism Crafts)
- 2006 : 3" CDR (3 chansons 3" CDR) (Hiddenbirdhouse)
- 2007 : LP improvisé sans titre (Golden Lab Records)
- 2007 : Split LP (split avec One Second Riot) (Distile Records)
- 2008 : Gong Lake, Full Length (Radium/Table of the Elements)

## Clips
- The Penetrating Gaze, clip de Bill T. Miller, enregistré à Middle East, Cambridge, MA, 12/29/2005
- Live in Strasbourg France (coffret, 11 chansons), enregistré live au Zanzibar, Strasbourg, France, 9/27/06 | video par Normaltv.org